# Comuna de Krasnystaw
Krasnystaw (polaco: Gmina Krasnystaw) é uma gminy (comuna) na Polónia, na voivodia de Lublin e no condado de Krasnostawski. A sede do condado é a cidade de Krasnystaw.
De acordo com os censos de 2004, a comuna tem 9102 habitantes, com uma densidade 60,3 hab/km².

## Área
Estende-se por uma área de 150,96 km², incluindo:
- área agricola: 71%
- área florestal: 18%

## Demografia
Dados de 30 de Junho 2004:
|                      | Total   | Total | Mulheres | Mulheres | Homens  | Homens |
| -------------------- | ------- | ----- | -------- | -------- | ------- | ------ |
|                      | pessoas | %     | pessoas  | %        | pessoas | %      |
| População            | 9102    | 100   | 4583     | 50,4     | 4519    | 49,6   |
| Densidade (pop./km²) | 60,3    | 100   | 30,4     | 30,4     | 29,9    | 29,9   |

De acordo com dados de 2002, o rendimento médio per capita ascendia a 1505,33 zł.

## Subdivisões
- Białka, Bzite, Czarnoziem, Jaślików, Józefów, Kasjan, Krupe, Krupiec, Krynica, Latyczów, Małochwiej Duży, Małochwiej Mały, Niemienice, Niemienice-Kolonia, Ostrów Krupski, Rońsko, Siennica Nadolna, Stężyca Nadwieprzańska, Stężyca-Kolonia, Stężyca Łęczyńska, Widniówka, Wincentów, Zakręcie, Zastawie-Kolonia, Zażółkiew.

## Comunas vizinhas
- Gorzków, Izbica, Krasnystaw, Kraśniczyn, Łopiennik Górny, Rejowiec, Siennica Różana